# Gisela Schütz
Gisela Schütz (* 8. März 1955 in Ottobeuren) ist eine deutsche Physikerin. Sie ist ehemalige Direktorin und emeritiertes wissenschaftliches Mitglied des Max-Planck-Instituts für Intelligente Systeme.

## Leben
Gisela Schütz studierte bis 1979 Physik und promovierte 1984 an der Technischen Universität München im Fach Kernphysik. 1989 wurde sie für ihre Arbeiten zum Studium des Magnetismus mit zirkular polarisierter Synchrotronstrahlung mit dem Klung-Wilhelmy-Wissenschafts-Preis ausgezeichnet. Sie habilitierte sich 1992 im Fach Experimentalphysik ebenfalls an der Technischen Universität München. 1997 übernahm sie an der Universität Würzburg den Lehrstuhl für Experimentelle Physik und wirkte dort als Hochschullehrerin. 2001 wurde sie Direktorin der Abteilung Moderne Magnetische Systeme am Max-Planck-Institut für Metallforschung, dem heutigen Max-Planck-Institut für Intelligente Systeme und ist seit 2023 emeritiert.
1997 wurde sie zum korrespondierenden Mitglied der Niedersächsischen Akademie der Wissenschaften zu Göttingen gewählt.

## Auszeichnungen
- 1989 Klung-Wilhelmy-Wissenschafts-Preis
- 2000 CMD Europhysics Prize

## Veröffentlichungen
Laut Google Scholar wurden ihre Arbeiten (Stand Juli 2025) insgesamt über 16.000 mal zitiert (h-Index 66).
- Zirkularpolarisierte und anisotrope Röntgenstrahlung: Spinabhängigkeit der Photoabsorption und andere Anwendungen in Atom- und Kernphysik. Dissertation. Technische Universität München, 1984.
- Mit André Bisig, Jan Rhensius, Matthias Kammerer, Michael Curcic, Hermann Stoll, Bartel van Wayenberge, Kang Wei Chou, Tolek Tyliszczak, Laura Jane Heydermann, Stephen Krzyk, Arndt von Bieren, Mathias Kläui: Direct imaging of current induced magnetic vortex gyration in an asymmetric potential well (Direkte Abbildung der strominduzierten magnetischen Wirbelbewegung in einem asymmetrischen Potentialtopf). In: Applied Physics Letters. Band 96. Bibliothek der Universität Konstanz, Konstanz 2010, urn:nbn:de:bsz:352-opus-125701.
- Mit Ulf Wiedwald, Joachim Gräfe, Kristof M. Lebecki, Maxim Skripnik, Felix Haering, Paul Ziemann, Eberhard Goering, Ulrich Nowak: Magnetic switching of nanoscale antidot lattices (Magnetisches Schalten von nanoskaligen Antidot-Gittern). In: Beilstein Journal of Nanotechnology. Band 7. Bibliothek der Universität Konstanz, 2016, ISSN 2190-4286, S. 733–750, urn:nbn:de:bsz:352-0-345132.